# دوره وندل

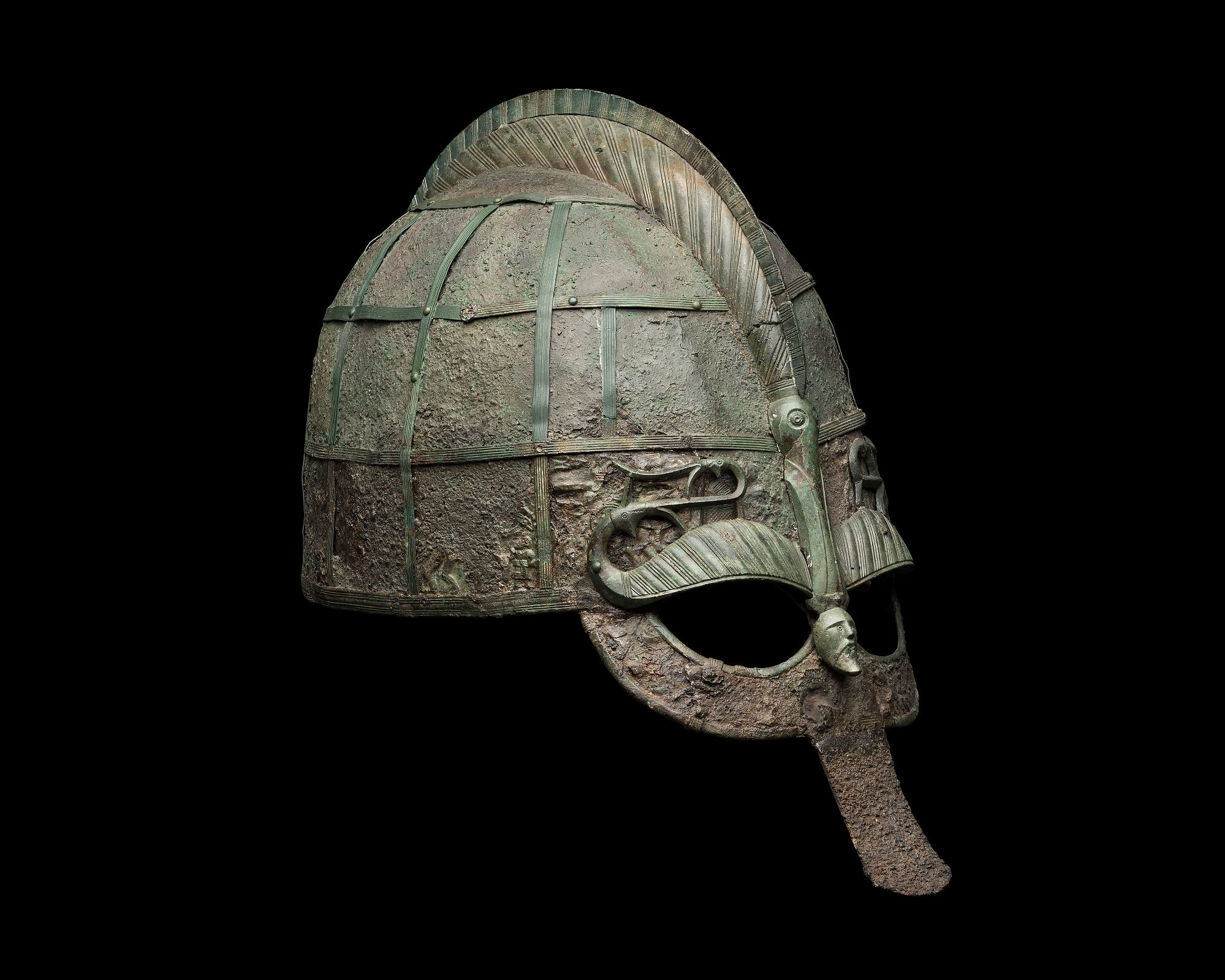
کلاه‌خود مربوط به دورهٔ وندل، در موزه تاریخ سوئد

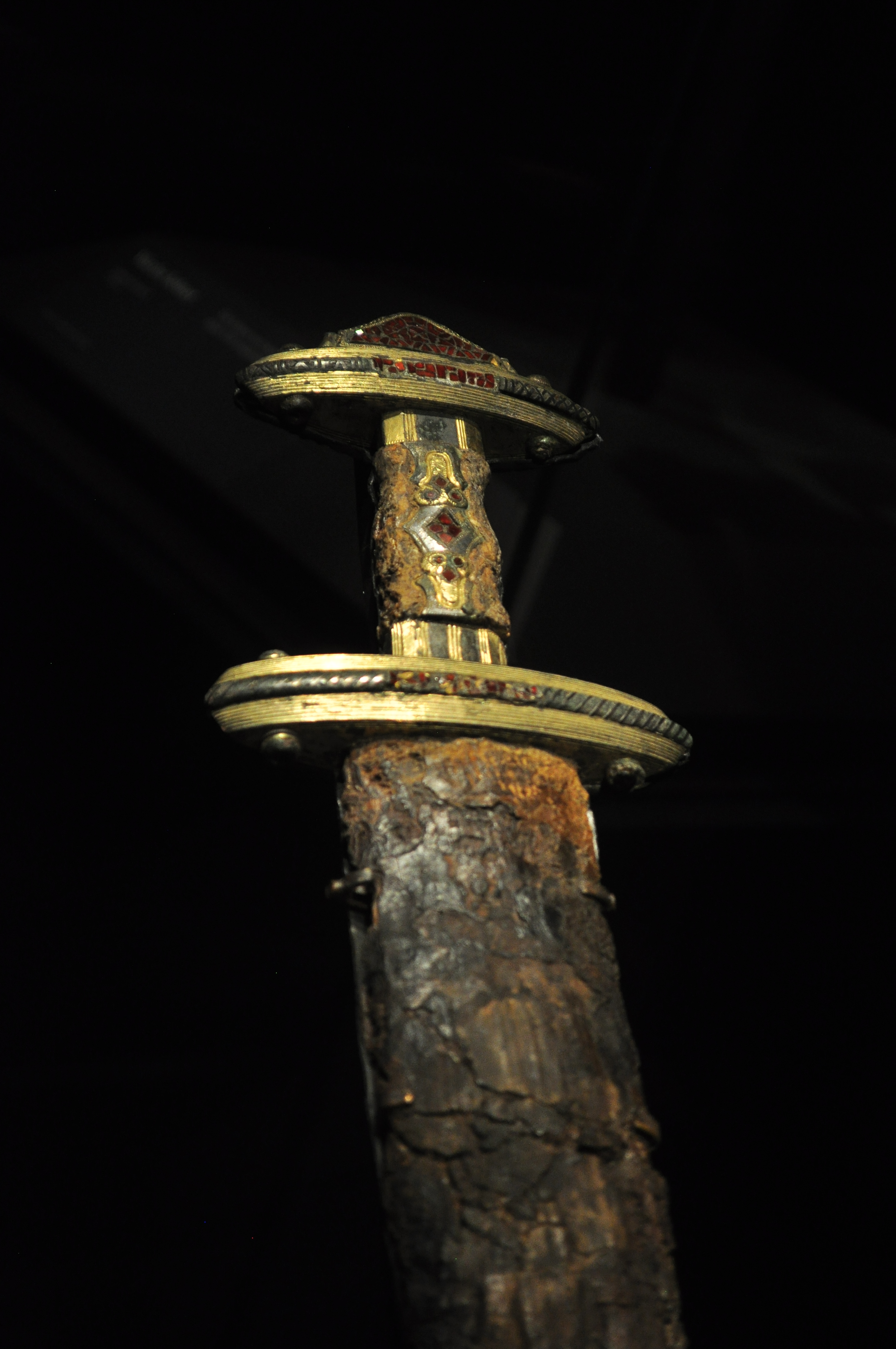
شمشیر دورهٔ وندل از والسگرده

در سوئد پیش از تاریخ، دورهٔ وِندِل (سوئدی: Vendeltiden؛ حدود ح. ۵۴۰–۷۹۰ میلادی) میان دوره مهاجرت و دوران وایکینگ‌ها قرار می‌گیرد. این نام از گورستان ثروتمند کلیسای منطقهٔ وندل در اوپلاند گرفته شده است. برخلاف دوره‌های پیشین و پسین، دورهٔ وندل آثار کمی از فلزات گران‌بها یا کتیبه‌های رونی بر جا گذاشته است. در عوض، این دوره به‌شدت غنی از سبک جانورسان در اشیای برنزی‌–مسی است. همچنین این دوره به خاطر وجود guldgubbar (تصاویر کوچک برجسته‌شده از ورق‌های طلا) و کلاه‌خودهای تزیین‌شده با نقش‌های برجسته، مشابه نمونه‌ای که در ساتن هو در انگلستان یافت شده، شناخته می‌شود.
در این دوره، گروه‌هایی از سوئد آغاز به کاوش در مسیرهای آبی سرزمین‌هایی کردند که بعدها روسیه، اوکراین و بلاروس نام گرفتند. سامانهٔ نوشتاری فوثارک قدیمی کنار گذاشته شد و فوثارک جوان تقریباً هم‌زمان در سراسر اسکاندیناوی جایگزین آن شد. شماری از سنگ‌های رونی باقی مانده‌اند، از جمله سنگ‌های سنگ رونی راک و Sparlösa که هر دو متعلق به حدود ح. ۸۰۰ میلادی هستند. منابع مکتوب دیگر بسیار اندک و تفسیر آن‌ها دشوار است: چند ساگای ایسلندی، داستان بیوولف و گزارش‌هایی از نویسندگان اروپای جنوبی. تاریخ‌نگاران قدیمی سوئدی تلاش کردند با استفاده از این منابع، تاریخی منسجم تدوین کنند، اما این تلاش‌ها عمدتاً کنار گذاشته شده و امروزه این دوره بیشتر از دید باستان‌شناسی بررسی می‌شود.

## پیش‌زمینه
عصر آهن ژرمنی به دو دورهٔ عصر آهن ژرمنی آغازین (EGIA) و عصر آهن ژرمنی پایانی (LGIA) تقسیم می‌شود. به‌ویژه در مورد سوئد، عصر آهن ژرمنی پایانی (۵۵۰–۸۰۰ میلادی) به‌عنوان دورهٔ وندل شناخته می‌شود. در نروژ این دوره بیشتر به‌عنوان عصر مروونژی‌ها شناخته می‌شود، در حالی‌که دانمارکی‌ها آن را عصر آهن ژرمنی متأخر می‌نامند.
عصر آهن ژرمنی پایانی با سقوط امپراتوری روم غربی و ظهور پادشاهی‌های گوت در اروپا آغاز می‌شود که بعدها جای خود را به فرانک‌ها، لمباردها و آوارهای اوراسیایی دادند. پس از سقوط امپراتوری روم غربی، طلا کمیاب شد و اسکاندیناوی‌ها شروع به ساخت اشیای برنزی آب‌طلاکاری‌شده با نقش‌های تزیینی جانورسان کردند. در عصر آهن ژرمنی آغازین، تزیینات بیشتر حالت بازنمایی داشتند و شکل حیوانات ساده‌تر بود. اما در دورهٔ پایانی، سبک‌های هنری پیچیده‌تر، نمادین‌تر و انتزاعی‌تر شدند و اشکال درهم‌تنیده و اندام‌های ترکیبی در آن‌ها به‌کار می‌رفت.
آشفتگی‌های اروپا به‌نظر می‌رسد تا اندازه‌ای با پایان تدریجی جنگ‌های گوتیک فروکش کرده بود. صلح صلح همیشگی (۵۳۲) بین امپراتور ژوستینیان و خسرو انوشیروان، شاهنشاه ساسانی ایران، و بازپس‌گیری شبه‌جزیرهٔ ایتالیا به‌دست بیزانسی‌ها همراه با تسلیم گوت‌ها در جنوب رود پو در ۵۵۵ (میلادی) و تکمیل بازپس‌گیری بیزانسی‌ها در ۵۶۲ (میلادی) در چارچوب آنچه «دورهٔ وندل» توصیف شده، قابل درک است. مروونژی‌ها سرزمین‌های گال روم و بلژها را متحد کردند و فرانک‌ها دودمان مروونژی را از سال ۵۰۹ (میلادی) به‌عنوان «شاهان فرانک» بنیان گذاشتند.
در منطقهٔ اوپلاند، در شرق‌مرکز امروزی سوئد، احتمالاً اوپسالای کهن مرکز مذهبی و سیاسی بوده است. این ناحیه هم دارای یک درختزار مقدس شناخته‌شده و هم دارای تپه‌های پادشاهی بزرگ بوده است.

## آیین‌های خاکسپاری
در چند منطقه، آرامگاه‌هایی با هدایا و اشیای تدفینی غنی یافت شده که نشانگر جایگاه بلند اجتماعی یا سلطنتی‌اند. از جمله، گورهای قایق‌دفنی به‌خوبی حفظ‌شده در وندل و والسگرده، و تپه‌قبرهایی در اوپسالای کهن که برای چند نسل مورد استفاده بوده‌اند.
بخشی از این ثروت احتمالاً از راه کنترل نواحی معدن‌کاری و تولید آهن به‌دست آمده بود. فرمانروایان، گروه‌هایی از جنگجویان نخبهٔ سوارکار با زره‌های گران‌قیمت داشتند. اشیای تدفینی این سوارکاران شامل رکاب‌ها و زین‌آرایی‌هایی با طرح پرندگان شکاری از جنس برنز آب‌طلاکاری‌شده با نگین‌های اناری می‌شود.
مهره‌های شطرنج از جنس عاج و به سبک امپراتوری روم در قبر غربی پیدا شده‌اند. همچنین سه کامئو از خاورمیانه و دکمه‌هایی از طلا، همراه با لباس‌هایی با نخ طلا مربوط به فرانک‌ها کشف شده‌اند.
بازی‌ها محبوب بوده‌اند، چنان‌که یافته‌هایی از بازی‌های تفل از جمله مهره‌ها و تاس‌ها این موضوع را نشان می‌دهند.
کلاه‌خود ساتن هو شباهت زیادی به کلاه‌خودهای یافت‌شده در اوپسالای کهن، وندل و والسگرده دارد و عناصری مانند نقش گراز و تزیینات ورق فشرده‌کاری‌شده (pressblech) را به‌طور مشترک داراست. این امر نشان می‌دهد که اشراف آنگلوساکسون ارتباط گسترده‌ای با اشراف سوئدی داشته‌اند.